# Словенија
Словенија (словен. Slovenija), званично Република Словенија (словен. Republika Slovenija), држава је у средњој Европи. Граничи се са Италијом на западу, Аустријом на северу, Мађарском на североистоку, Хрватском на југу и југоистоку, док излази на Јадранско море на југозападу. Главни и највећи град је Љубљана.
Словенија је историјски била раскрсница словенских, германских и романских језика и култура. Њена територија је била део многих различитих држава, међу којима су: Римско царство, Византија, Каролиншко царство, Свето римско царство, Краљевина Угарска, Млетачка република, илирске провинције Наполеоновог Првог француског царства, Аустријско царство и Аустроугарска. У октобру 1918. Словенци су суоснивали Државу Словенаца, Хрвата и Срба. Децембра 1918. припојили су се Краљевини Србији у Краљевство Срба, Хрвата и Словенаца.
Током Другог светског рата, Немачка, Италија и Мађарска су окупирале и анектирале Словенију, са малим подручјем које је припало Независној Држави Хрватској, новопроглашеној нацистичкој марионетској држави. Године 1945. Словенија поново улази у састав Југославије. Послератна Југославија је била у савезу са Источним блоком, али након раскола Тито—Стаљин 1948. никада није потписала Варшавски пакт, а 1961. постала је један од оснивача Покрета несврстаних. У јуну 1991. Словенија је прогласила независност од Југославије, чиме је започет рат у Словенији који је убрзо окончан Брионском декларацијом, након чега је Словенија постала суверена држава.
Словенија је развијена земља, уз привреду са високим дохотком која је високо рангирана према Индексу хуманог развоја. Ђинијев индекс оцењује неједнакост у приходима међу најнижим у свету. Чланица је Уједињених нација, Европске уније, еврозоне, шенгенске зоне, ОЕБС, ОЕСР, Савета Европе и НАТО. Године 2023. заузела је 33. место према Глобалном индексу иновација.

## Етимологија
Име Словеније значи „Земља Словена” у словенском и другим јужнославенским језицима. Етимологија самог Словенца изводи се од речи слово, која је имала значење „реч и говор”, а Словени (Словенци) су у том случају „људи који (разумљиво) говоре”.
Реконструисани аутоним Slověninъ се обично изводи из речи slovo („реч”), изворно означавајући „људе који говоре (исти језик),” тј. људе који се међусобно разумеју. Ово је у супротности са словенском речју која означава немачки народ, наиме němьcь, што значи „тихи, неми људи”. Реч slovo („реч”) и сродна slava („слава”) и slukh („слух”) потичу из праиндоевропског корена ḱlew- („говорити се, слава”), сродно са античким грчким κλέος (kléos „слава”), као у имену Перикле, латински clueo („назвати”) и енглески loud.
Модерна Словеначка држава потиче од Словеначког новоослободилачког већа одржаног 19. фебруара 1944. Они су службено назвали државу као Федералну Словенију, јединицу у саставу југословенске федерације. Федерална Словенија је 20. фебруара 1946. преименована у Народну Републику Словенију. Име је задржано до 9. априла 1963, када је поново промењено име, овај пут у Социјалистичку Републику Словенију. СР Словенија је 8. марта 1990. уклонила префикс „Социјалистичка” из свог имена и постала Република Словенија; остала је део СФРЈ до 25. јуна 1991.
| Датум      | Име                                | Напомена                                             |
| ---------- | ---------------------------------- | ---------------------------------------------------- |
| 1945–1946. | Федерална Словенија                | Део Демократске Федеративне Југославије              |
| 1946–1963. | Народна Република Словенија        | Део Федеративне Народне Републике Југославије        |
| 1963–1990. | Социјалистичка Република Словенија | Део Социјалистичке Федеративне Републике Југославије |
| 1990–данас | Република Словенија                | Самостална држава                                    |

## Географија
Словенија има врло повољан географски положај. Она је централноевропска, алпска и јадранска држава. На западу се граничи са Италијом, на северу са Аустријом, на североистоку са Мађарском, на југу и истоку са Хрватском.
Словенија се налази у централној и југоисточној Европи, додирујући Алпе и граничи са Медитераном. Налази се између 45° и 47° географске ширине, а дужина 13° и 17°. 15. источни меридијан скоро одговара средњој линији земље у правцу запад-исток. Геометријски центар Републике Словеније налази се на координатама 46° 07' 11.8" и 14° 48' 55.2". Налази се у Сливни у општини Литија. Највиши врх Словеније је Триглав (2.864 m); просечна висина земље изнад нивоа мора је 557 m.
Четири главне европске географске регије сусрећу се у Словенији: Алпи, Динариди, Панонска низија и Средоземно море. Иако је на обали Јадранског мора у близини Средоземног мора, већина Словеније је у сливу Црног мора. Алпи — укључујући Јулијске Алпе, Камнишко-Савињске Алпе и ланац Караванка, као и масив Похорја — доминирају северном Словенијом дуж њене дуге границе са Аустријом. Словенска обала Јадрана протеже се отприлике 47 километара од Италије до Хрватске.

### Рељеф
Четири главна европска географска региона налазе се у Словенији: Алпи, Динариди, Панонска низија и Средоземље. Рељеф Словеније је претежно планински. Низијског земљишта има само у североисточним крајевима и на Словенском приморју, где заузима мање површине. Просечна надморска висина државе износи 557 m. Највиша тачка Словеније је врх Триглав (2 864 m) на Јулијским Алпима. Триглав је био највиши планински врх претходне Југославије. Јулијски Алпи и Караванке представљају највише пределе Словеније а налазе се у њеном северозападном делу. Поред Триглава изразити су и планински врхови Шкрлатица, Мангарт, Јеловец, Канин и др. Од Алпских планина, поред Јулијских Алпа и Караванки (врх Стол 2 236 m), Словенији припадају и Камнишки са Савињским Алпима (врх Гринтавец 2 558 m) и Средишњи Алпи (Похорје и Козијак). Динарске планине у Словенији су Трновски гозд, Хрушица, Нанос, Јаворник, Горјанци и Снежаник. Снежаник је највиши међу Динарским планинама са највишом тачком 1 796 m н. в.
Израз „крашка топографија“ односи се на крашку висораван југозападне Словеније, кречњачку област подземних река, клисура и пећина, између Љубљане и Средоземног мора. На Панонској низији на истоку и североистоку, према хрватској и мађарској граници, предео је у основи раван. Крашки облици рељефа представљени су крашким пољима (Планинско, Церкничко, Лошко, Рибичко и Кочевско), пећинама (Постојна, Шкоцијан и др.) и многобројним вртачама и увалама. Од котлина и речних долина истичу се Љубљанска и Цељска котлина, Дравска долина са Птујским проширењем (пољем) и Прекомурје (долина Муре) и долина Саве. Међутим, већина Словеније је брдовита или планинска, са око 90% њене копнене површине 200 м или више изнад нивоа мора.
Више од половине Словеније, која има 11.823 km², је пошумљено; што је сврстава на треће место у Европи, по проценту пошумљене површине, после Финске и Шведске. Површине су углавном покривене буковим, јелово-буковим и буково-храстовим шумама и имају релативно висок производни капацитет. Остаци прашума су још увек највећи у кочевском крају. Травњаци покривају 5.593 km² и поља и баште 954 km². Има 363 km² воћњака и 216 km² винограда.

### Воде
Територија Словеније углавном (16.423 квадратних километара или 6.341 квадратна миља, односно 81%) припада сливу Црног мора, а мањи део (3.850 квадратних километара или 1.490 квадратних миља, односно 19%) припада сливу Јадранског мора. Ова два дела су подељена на мање целине у односу на своје централне реке, слив реке Муре, слив реке Драве, слив реке Саве са сливом реке Колпе и слив река Јадрана. У поређењу са другим развијеним земљама, квалитет воде у Словенији се сматра међу највишим у Европи. Један од разлога је несумњиво то што већина река извире на планинској територији Словеније. Међутим, то не значи да Словенија нема проблема са квалитетом површинских и подземних вода, посебно у подручјима са интензивном пољопривредом.

### Флора и фауна
Око једне половине површине државе (11,691 km²) прекривено је шумом што чини Словенију трећом најпошумљенијом државом у Европи, одмах иза Финске и Шведске. Пашњаци покривају 5.593 km² државе, а ливаде и баште 2.471 km². Такође, постоји још 363 km² воћњака, и 216 km² винограда.

### Клима
Клима Словеније је медитеранска на обали, алпска на планинама, континентална са благим летима и хладним зимама на висоравнима и долинама на истоку. Просечне температуре су од -2°C у јануару до 21 °C у јулу. Просечне падавине су 1.000 милиметара на обали, до чак 3.500 милиметара на Алпима, 800 милиметара на југоистоку и 1.400 милиметара у средишњој Словенији.
Геометријски центар гравитације Словеније је лоциран на координатама 46°07'11,8" СГД и 14°48'55,2" ИГШ и лежи у Сподња Сливна, у околини Ваче, у општини Литија.

## Административна подела
Према Уставу Републике Словеније, општина (словен. občina) је самоуправна локална заједница (тј. јединица локалне самоуправе), која обухвата подручје једног или више насеља која су повезана заједничким потребама и интересима становника. По словеначком Закону о локалној самоуправи, општина мора имати најмање 5.000 становника, али има и оних које због географских, пограничних, националних, историјских или привредних разлога имају тај статус иако имају мање од 5.000 становника. У општине спадају послови локалног значаја које општина може обављати самостално и који се тичу само становника општине. Град може добити статус градске општине ако има више од 10.000 становника и представља географско, привредно и културно средиште подручја у коме се налази. Међутим тај статус може добити и општина због историјских разлога. На градску општину држава може пренети послове из своје надлежности, а који утичу на развој града.
Словенија је од 2011. године подељена на 211 општина, међу којима њих 11 има статус градске општине (означене с *).
| - Ајдовшчина - Анкаран - Белтинци - Бенедикт - Бистрица об Сотли - Блед - Блоке - Бовец - Боровница - Бохињ - Брасловче - Брда - Брежице - Брезовица - Велење - Велика Полана - Велике Лашче - Вержеј - Видем - Випава - Витање - Водице - Војник - Вранско - Врхника - Вузеница - Горења вас-Пољане - Горишница - Горња Радгона - Горњи Град - Горњи Петровци - Град - Гросупље - Дестрник - Дивача - Добрепоље - Доброва-Полхов Градец - Добровник - Добје - Дол при Љубљани - Долењске Топлице - Домжале - Дорнава - Дравоград - Дуплек - Жалец - Железники - Жетале - Жири - Жировница | - Жужемберк - Заврч - Загорје об Сави - Зрече - Иванчна Горица - Иг - Идрија - Изола - Илирска Бистрица - Језерско - Јесенице - Јуршинци - Камник - Канал об Сочи - Кидричево - Кобарид - Кобиље - Козје - Комен - Коменда - Копер - Костел - Кочевје - Крањ - Крањска Гора - Крижевци - Кршко - Кузма - Кунгота - Лашко - Ленарт - Лендава - Литија - Ловренц на Похорју - Логатец - Лошка Долина - Лошки Поток - Луковица - Луче - Љубно - Љубљана - Љутомер - Марибор - Марковци - Мајшперк - Медводе - Межица - Менгеш - Метлика | - Миклавж на Дравскем Пољу - Мирен-Костањевица - Мирна Печ - Мислиња - Мозирје - Моравске Топлице - Моравче - Мурска Собота - Мута - Назарје - Накло - Нова Горица* - Ново Место* - Одранци - Оплотница - Ормож - Осилница - Песница - Пивка - Пиран - Подвелка - Подлехник - Подчетртек - Ползела - Постојна - Преболд - Преваље - Преддвор - Птуј * - Пуцонци - Равне на Корошкем - Раденци - Радече - Радовљица - Радље об Драви - Разкрижје - Раче-Фрам - Рибница на Похорју - Рибница - Рогатец - Рогашка Слатина - Рогашовци - Руше - Света Ана - Свети Јуриј в Словенских Горицах - Свети Јуриј об Шчавници - Свети Андраж в Словенских Горицах - Севница - Сежана - Селница об Драви | - Семич - Словенска Бистрица - Словенске Коњице - Словењ Градец* - Содражица - Солчава - Старше - Табор - Тишина - Толмин - Трбовље - Требње - Тржич - Трзин - Трновска Вас - Турнишче - Ходош - Храстник - Хрпеље-Козина - Цанкова - Церквењак - Церкница - Церкно - Церкље на Горењскем - Цеље* - Чреншовци - Чрна на Корошкем - Чрномељ - Шаловци - Шемпетер-Вртојба - Шентиљ - Шентјернеј - Шентјур при Цељу - Шенчур - Шкофја Лока - Шкофљица - Шкоцјан - Шмартно об Паки - Шмартно при Литији - Шмарје при Јелшах - Шоштањ - Шторе |

Осим на општине, као јединице локалне самоуправе, Словенија је подељена и на 58 управних јединица које обављају послове државне управе и не задиру у самоуправне послове општина.
Иако законски нигде није регулисано, Словенија је подељена и на покрајине (у географском смислу), односно на регије. Тако је за потребе државне статистике држава подељена на 12 регија.
Устав Републике Словеније допушта шире самоуправне заједнице, односно покрајине, на које пак држава може пренети неке послове из свог делокруга.

## Историја

### Праисторија и стари век
Данашња Словенија је била насељена у праисторијска времена, и постоје докази људског присуства од око 250.000 година. Избушене кости пећинског медведа, које датирају из времена од 43100

### Средњи век
Словенски преци данашњих Словенаца вероватно су се доселили на подручје Словеније у 6. веку.
У 7. веку је настала Карантанија, прва држава Словенаца и једна од првих словенских држава. 745. године Карантанија губи независност и пада под власт Баварске, која опет постаје део франачке државе. Становништво се покрштава.
Око 1000. године написани су Брижински споменици, први писани документ на старословенском језику. У 14. веку већи део данашње Словеније пада под власт Хабзбурговаца, који касније постају Аустроугарска. Словенија се тада дели на три покрајине: Крањску, Корушку и Штајерску.

### Од 18. века до краја Првог светског рата
Године 1848. бројне народе захвата народни препород, па и Словенци имају политички програм који тражи уједињену Словенију.

### Југославија
Кад се 1918. године распала Аустроугарска, а Италија заузела покрајине Приморску и Истру, као и делове Далмације, основана је Краљевина Срба, Хрвата и Словенаца, која се 1929. преименовала у Краљевину Југославију.
Краљевина Југославија се распала у Другом светском рату, а Словенија је потом постала део социјалистичке Југославије, службено проглашене 29. новембра 1943.

### Независна Словенија
Данашња Словенија је прогласила независност од СФРЈ на темељу плебисцита 25. јуна 1991. године, али је после тога дошло до кратког рата између Армије Словеније и ЈНА у коме је убијено оптрилике 66 особа. Тај кратки рат у Словенији био је и први у низу ратова против СФРЈ који су настављени и против њене наследнице СРЈ до 2000. године, а однели су укупно око 135.000 живота. Од јула 1991. није било значајнијег оспоравања права Словеније да постане независна и она је 22. маја 1992. године призната од Генералне скупштине УН као независна држава. Словенија се прикључила НАТО-у 29. марта 2004. године. У Европску унију примљена је 1. маја 2004. године.

## Политика
Словеначки председник се бира сваке пете године. Извршну власт има председник Владе и његов кабинет министара.
Парламент има два дома: Државни збор и Државни свет. Државни збор има 90 чланова, који се бирају непосредно: 88 посланика за већинску популацију и по један мањински за Мађаре и Италијане. Државни свет има 40 чланова, који заступају важне друштвене, економске, струковне и регионалне групе и појединце. Парламентарни избори одржавају се сваке четири године. На пет година се бира председник, а иста особа као председник може да служи највише двапут. Словенија се издваја по свом дводомом систему од осталих бивших југословенских република, као и по чињеници да је Државни свет (а не директно изабран председник) носилац моћи суспензивног вета (у року од осам дана од доношења закона може да врати Државном збору све законе осим финансијских, а Државни збор вето прегласава простом већином). Државни свет се истиче и у целој Европи по томе што је у питању једини корпоративно-стручни дом у континенталном делу Европе: 18 чланова бирају стручна удружења, а 22 се бирају из посебних скупштина, које се сазивају само за потребу избора, на нивоу (бивших) статистичких јединица.

## Демографија
Према процени из 2024. било је 2.129.052 становника. Са 105 становника по квадратном километру, Словенија се сврстава међу најређе насељене државе Европе. Најбројније етничке групе чине: Словенци (83,1%), Срби (2,0%), Хрвати (1,8%), Бошњаци (1,6%), Муслимани (0,5%), Мађари (0,3%), Албанци (0,3%) и Роми (0,2%).
Словенија је једна од европских држава са најизраженијим старењем становништва, што се може приписати ниској стопи наталитета и повећању очекиваног животног века. Скоро сви становници Словеније старији од 64 године су пензионисани, без значајне разлике међу половима. Група радно способних се смањује упркос имиграцији. Године 2024. стопа плодности процењена је на 1,6 деце по жени. Већина деце рађа се међу неудатим женама (56,5% свих порођаја било је ван брака). Године 2023. очекивани животни век при рођењу био је 82 године (79,1 година мушкарци и 85 година жене).
Године 2020. стопа самоубистава у Словенији била је 17 на 100.000 особа годишње, што је сврстава међу државе с највећим бројем самоубистава у Европи. Међутим, од 2000. до 2010. године стопа је смањена за око 30%. Разлике између регије и полова су изражене.

### Урбанизација
У зависности од дефиниције, између 65% и 79% људи живи у већим урбаним подручјима. Према дефиницији руралних подручја Организације за економску сарадњу и развој, ниједна од статистичких регија Словеније није претежно урбанизована, што значи да 15% или мање становништва живи у руралним срединама. Према овој дефиницији, статистичке регије су класификоване:
- углавном руралне регије: Помурска регија, Подравска регија, Корушка регија, Савињска регија, Посавска регија, Приморско-нотрањска регија, Горишка регија и Југоисточна Словенија
- умерено руралне регије: Засавска регија, Горењска регија, Обално-крашка регија и Средњесловенска регија.[29]

| Љубљана Марибор | 1.  | Љубљана    | Средњесловенска       | 284.355 | Цеље Крањ |
| Љубљана Марибор | 2.  | Марибор    | Подравска             | 95.767  | Цеље Крањ |
| Љубљана Марибор | 3.  | Цеље       | Савињска              | 37.875  | Цеље Крањ |
| Љубљана Марибор | 4.  | Крањ       | Горењска              | 37.463  | Цеље Крањ |
| Љубљана Марибор | 5.  | Копар      | Обално-крашка         | 25.611  | Цеље Крањ |
| Љубљана Марибор | 6.  | Велење     | Савињска              | 25.327  | Цеље Крањ |
| Љубљана Марибор | 7.  | Ново Место | Југоисточна Словенија | 23.719  | Цеље Крањ |
| Љубљана Марибор | 8.  | Птуј       | Подравска             | 17.858  | Цеље Крањ |
| Љубљана Марибор | 9.  | Камник     | Средњесловенска       | 13.742  | Цеље Крањ |
| Љубљана Марибор | 10. | Трбовље    | Засавска              | 13.718  | Цеље Крањ |

### Језици
Службени језик у Словенији је словеначки, који је део јужнословенских језика. Према попису из 2002. словеначки је био матерњи језик око 88% становништва Словеније, а више од 92% становништва га је говорило у свом кућном окружењу. Ова статистика сврстава Словенију међу најхомогеније државе Европске уније у погледу удела говорника матерњег језика.
Италијански и мађарски језик, којима говоре националне мањине Словеније, имају статус службених језика у етнички мешовитим деловима дуж границе са Италијом и Мађарском, до те мере да су чак и пасоши издати у тим областима двојезични. Године 2002. око 0,2% становништва Словеније говорило је италијански, а око 0,4% мађарски као свој матерњи језик. Ромски језик, којим се служи око 0,2% становника Словеније, законски је заштићен језик у Словенији.
Словенија се сврстава међу водећим државама Европе по познавању страних језика. Најчешће предавани страни језици су енглески, немачки, италијански, француски и шпански језик. Од 2007. године око 92% становништва између 25 и 64 године говорило је барем један страни језик, а око 71,8% њих говорило је барем два страна језика, што је био највећи проценат у Европској унији.

### Имиграција
Године 2021. око 13,9% (односно 292.824 људи) становништва Словеније рођено је у иностранству. Око 86% становништва рођеног у иностранству пореклом је из других држава бивше Југославије, међу којима је Босна и Херцеговина, а затим имигранти из Хрватске, Србије и Северне Македоније.
До почетка 2017. године, у Словенији је боравило око 114.438 људи са страним држављанством, што чини 5,5% укупног становништва. Од ових странаца, 76% је имало држављанство других држава бивше Југославије (без Хрватске). Поред тога, 16,4% је имало држављанство ЕУ, а 7,6% је имало држављанство других земаља.
Према попису из 2002. најраспрострањенија етничка група у Словенији били су Словенци. Међутим, њихов удео у укупном броју становника континуирано опада због релативно ниске стопе плодности. Најмање 13% становништва били су имигранти из других делова бивше Југославије и њихови потомци, који су се населили углавном у градовима и приградским подручјима. Релативно мале, али заштићене Уставом Словеније, су мађарска и италијанска етничка мањина. Посебан положај заузима аутохтона и географски распршена ромска етничка заједница.

### Религија
Религија у Словенији (2019)
Пре Другог светског рата, 97% становништва Словеније се изјаснило као чланови Католичке цркве, око 2,5% као лутерани, а око 0,5% становника се изјаснило као припадници других деноминација. После 1945. године, земља је прошла кроз процес постепене, али сталне секуларизације. Након деценије прогона религија, комунистички режим је усвојио политику релативне толеранције према црквама. После 1990. године, Католичка црква је повратила део свог некадашњег утицаја, али Словенија остаје углавном секуларизовано друштво.
Подаци истраживања из 2018. показују да се 73,4% становништва Словеније изјашњава као католици, односно 72,1% према истраживању из 2019. Према подацима Католичке цркве, католичко становништво је опало са 78,04% из 2009. на 72,11% из 2019. Велика већина католика припада Латинској цркви. Мали број источних католика живи у региону Бела Крајина.
Упркос релативно малом броју протестаната (мање од 1%), њихово наслеђе је историјски значајно с обзиром на то да су словеначки језик и књижевност успостављени протестантском реформацијом. Примож Трубар, лутерански теолог, био је један од најутицајнијих протестантских реформатора у Словенији. Протестантизам је угушен у контрареформацији коју су спроводили Хабзбурзи. Опстао је само у најисточнијим подручјима захваљујући заштити мађарских племића, који су често били и калвинисти. Данас значајна лутеранска мањина живи у најисточнијем региону Прекомурја, где представљају око петину становништва, а на челу им је бискуп са седиштем у Мурској Соботи.
Трећа највећа деноминација, са око 2,2% становништва, представља Православна црква, са већином следбеника који припадају Српској православној цркви, док мањина припада Македонској и другим православним црквама.
Према попису из 2002. ислам је друга највећа верска деноминација у Словенији, са око 2,4% следбеника. Већину словеначких муслимана чине Бошњаци који су дошли из Босне и Херцеговине. Пре холокауста, Јевреји су чинили знатан удео становништва.

### Образовање
Образовање у Словенији се сврстава на 12. месту у свету, односно 4. место у Европској унији, што је знатно више од просека Организације за економску сарадњу и развој, према Програму за међународно оцењивање ученика. Међу људима старости од 25 до 64 године, 12% је уписало високо образовање. Према извештају Организације за економску сарадњу и развој, 83% људи старости од 25 до 64 године стекло је средњошколску диплому, што је знатно изнад просека Организације за економску сарадњу и развој од 74%. Према попису из 1991. стопа писмености у Словенији је 99,6%. Целоживотно учење је такође у порасту.
Међу универзитетима у Словенији, најбоље рангирани је Универзитет у Љубљани, који се налази међу првих 500 или прва 3% најбољих универзитета на свету према Шангајској листи. Два друга државна универзитета чине Универзитет у Марибору и Универзитет Приморска.

## Привреда
Словенија је развијена земља која ужива стабилност и релативни просперитет. Њен БДП по глави становника износи 83% европског просека (2015. године). Она је прва нова чланица ЕУ која је прешла на евро (јануара 2007. године). Такође је чланица ОЕСР од 2010. године.
Словенија поседује високо квалификовану радну снагу, добро развијену инфраструктуру и повољан саобраћајни положај. Са друге стране, ниво директних страних инвестиција је један од најнижих, а словеначка привреда је озбиљно уздрмана европском дужничком кризом, која је почела 2009. године.
Без обзира што је становништво Словеније чинило тек једанаести део укупног становништва бивше СФРЈ, ова алпска држава је била најпродуктивнија југословенска република и њена производња је чинила 20% БДП и једну трећину укупног извоза СФРЈ. Независност 1991. године је дочекала са јаком привредном основом и развијеним везама са западним тржиштем. Од тада, Словенија се ужурбано припремала за евроинтеграције и стремила је приступању разним трговинским организацијама. Она је један од оснивача СТО, придружила се организацији ЦЕФТА 1996. године, као и Европској унији 1. маја 2004. године. Евро је уведен на почетку 2007. године, уместо дотадашњег толара.
Европска дужничка криза је уздрмала привреду ове земље (највише у ЕУ, заједно са балтичким државама и Финском), међутим, захваљујући извозу, Словенија се економски полагано опорављала. Поново је, крајем 2011. године, уследила рецесија, а разлози исте су приписани паду домаће потрошње и извоза. Извоз Словеније махом иде у земље-чланице еврозоне. Такође, овом кризом је озбиљно погођен и грађевински сектор.
У примарном сектору је запослено 6% становништва. Величина просечног газдинства износи 5,5 ha. Крајем деведесетих је дошло до пораста производње органске хране. Јавне финансије показују значајан дефицит током последњих неколико година. Приватизације словеначких предузећа су махом биле успешне. Суседна Хрватска је почела са инвестирањем у Словенију. Првог јула 2010. године, Атлантик група из Хрватске је купила Дрогу Колинску за 382 милиона евра. Јуна 2013. године, ланац супермаркета Меркатор је купљен од стране хрватског Агрокора за 454 милиона евра.

## Култура
Прву словеначку књигу је одштампао протестантски реформатор Примож Трубар (1508—1586). То су у ствари биле две књиге Catechismus и Abecedarium, које су издате 1550. у Тибингену у Немачкој.
Средишњи део државе, назван Крањска (који је постојао као део Аустроугарске до почетка 20. века) је етнографски и историјски добро описан у књизи Слава Крањске (словен. Slava vojvodine Kranjske), издате 1689. од Барона Јанеза Вајкарда Валвазора (1641—1693).
Словеначка два највећа писца су песник Франце Прешерен (1800—1849) и писац Иван Цанкар (1876—1918). Најпознатији словеначки сликари су Ивана Кобилица и импресиониста Рихард Јакопич. Најзначајнији архитекта је Јоже Плечник који је радио у Бечу и Прагу.
Словенија је дом многих музичара и композитора, укључујући ренесансног композитора Јакоба Гала (Jacobus Gallus) (1550—1591), који је умногоме утицао на централно европску класичну музику. У двадесетом веку, Бојан Адамич.
Популарни савремени музичари су Славко Авсеник, Владо Креслин, Зоран Предин, Перо Ловшин, ДиЏеј Умек, Мањифико и други.
Словеначка кинематографија има традицију дугу више од једног века. Карол Гросман, Јанко Равник, Фердо Делак, Франце Штиглич, Јоже Гале, Бештјан Хладник и Карпо Година су једни од познатијих филмских уметника. Савремени филмски режисери Јанез Бургер, Јан Цвиткович, Дамјан Козоле, Јанез Лапајне, и Маја Веис су значајнији пример такозване „ренесансе словеначке кинематографије“.
Међу познатијим Словенцима се убрајају и хемичар и добитник Нобелове награде за књижевност Фридерик Прегл, физичар Јожеф Стефан, филозоф Славој Жижек, књижевник Франц Миклошич, физичар Антон Марко Пленчич и математичар Јуриј Вега.

## Спорт
Популарни спортови у Словенији су: фудбал, кошарка и рукомет. Словенија је имала доста успеха у зимским спортовима и њени спортисти су освајали медаље на свим великим такмичењима.
Фудбалска репрезентација Словеније је учествовала два пута на Светском првенству и једном на Европском првенству. Под вођством српског стручњака Игора Кокошкова кошаркашка репрезентација Словеније је освојила Еуробаскет 2017. у Турској.
Тина Мазе је алпска скијашица и током каријере остварила је двадесет шест победа у Светском купу. На Зимским олимпијским играма 2014. у Сочију, освојила је златну медаљу у спусту, што је прва златна медаља за Словенију на зимским олимпијским играма.

## Државни празници (нерадни дани)
| Датум            | Име                   | Напомена     |
| ---------------- | --------------------- | ------------ |
| 1. и 2. јануар   | Нова година           |              |
| 8. фебруар       | Прешернов дан         |              |
| дан након Ускрса | Ускрсни понедељак     | клизни датум |
| 27. април        | Дан отпора            |              |
| 1. и 2. мај      | Празник рада          |              |
| 25. јун          | Дан државности        |              |
| 15. август       | Велика Госпојина      |              |
| 31. октобар      | Дан реформације       |              |
| 1. новембар      | Дан успомена на мртве |              |
| 25. децембар     | Божић                 |              |
| 26. децембар     | Дан независности      |              |